# Мирок
«Мирок» — ежемесячный иллюстрированный детский журнал для семьи и начальной школы на русском языке, выходивший в Москве в 1902-1917 годах. Выходили приложения: «Листок для матерей» (в 1902—1905 гг.), «В помощь родителям и воспитателям» (1906), а также в 1902—1916 годах рассказы, очерки, сказки для детского чтения. В 1902—1916 годах выходило по 12 книг в год. Печатался журнал в типографии «Русского товарищества»

## Описание
В подзаголовке: 1902—1904 Ежемесячный детский журнал; 1905, № 9-12 Иллюстрированный детский журнал; 1906 Ежемесячный журнал для семьи и школы; 1907—1910 Ежемесячный иллюстрированный журнал для сознательного детского чтения; 1911 Ежемесячный иллюстрированный журнал для детей; 1915—1917 Ежемесячный иллюстрированный детский журнал для семьи и начальной школы.
В 1908, № 5 на титульном листе ошибочно указано «четвертая» книжка.
Указатель содержания: за 1911—1914 годовые указатели. Отдельный выпуск 1—2 с.; за 1914 в № 12 этого года.

## Сотрудники

### Редакторы
- 1902—1904 З. Шарапова
- 1905, № 9-12 — 1906, № 1-3 София Широких
- 1906, № 4, 12 — 1907, № 1-7 Вл. А. Попов (Алешин)
- 1907, № 8-10 Вл. А. Попов, ред.-изд. А. П. Печковский
- 1910 ред.-изд. А. П. Печковский
- 1911—1917 Вл. А. Попов

### Авторы
В журнале впервые опубликовано стихотворение Сергея Есенина «Поёт зима — аукает» (1914, № 2, февраль, С. 57).
Главный редактор журнала Вл. А. Попов, по словам есениноведа Юрия Прокушева, сыграл роль в творческой судьбе Сергея Есенина, опубликовав в «Мирке» за 1913—1914 годы его первые стихи.